# Plebejus crassipuncta
Plebejus crassipuncta är en fjärilsart som beskrevs av Glais 1926. Plebejus crassipuncta ingår i släktet Plebejus och familjen juvelvingar. Inga underarter finns listade i Catalogue of Life.